# Setor terciário
Na macroeconomia, o setor terciário da economia é um setor econômico, na teoria dos três setores, que descreve o papel do comércio de bens e à prestação de serviços. Abrange uma vasta gama de atividades que vão desde o comércio de mercadorias à administração pública, passando por transportes, atividades financeiras e imobiliárias, serviços a empresas ou pessoais, educação, saúde e promoção social. De fato, o terciário é constituído por atividades complementares aos outros setores (primário e secundário da atividade econômica), focado na composição e adição a bens de consumo.

## O desenvolvimento do setor terciário
Historicamente definido como um setor residual ou "improdutivo", apenas complementar aos setores industrial e agrícola, o setor de serviços passou a receber mais atenção apenas em meados do século XX. Os serviços são definidos na literatura econômica convencional como "bens intangíveis". Em termos de mercadologia, os serviços são, muitas vezes, utilizados como um meio de adicionar valor ao produto. Um exemplo clássico desta ideia é o chamado serviço de pós-venda. A assistência prestada ao cliente, após a venda do produto, é entendida como um serviço que valoriza o produto, pela garantia da assistência.
Basicamente o setor terciário é o setor que recebe as matérias do setor secundário e as distribui para o consumidor. Atualmente o setor terciário encontra-se extremamente diversificado. As sociedades mais antigas já conheciam algumas atividades, porém, com a intensa industrialização que nos últimos dois séculos vem ocorrendo praticamente no mundo inteiro, o setor terciário diversificou-se, tornando-se mais complexo. Esse é o setor da economia que mais cresceu nas últimas décadas. [carece de fontes?]
Observam-se avanços tecnológicos e mudanças estruturais muito importantes. O seu segmento moderno, dito terciário superior, inclui, por exemplo, as grandes empresas de logística, as cadeias de restaurantes, farmácias, supermercados, etc. e requer uma mão de obra mais qualificada.
O setor terciário é geralmente trabalho-intensivo, ou seja, emprega mais intensivamente trabalhadores do que máquinas e equipamentos (capital fixo).
Problemas como a hipertrofia do chamado terciário inferior, segmento em que predomina o trabalho informal e a baixa produtividade, ocorrem sobretudo em períodos de alto desemprego e consequente excesso de oferta de mão de obra. Aí se incluem os vendedores ambulantes, biscateiros etc. Já o setor terciário superior inclui as grandes empresas comerciais e os serviços especializados de bancos, saúde, educação, transportes, turismo, companhias de seguros, etc. — que se caracterizam pela alta produtividade e alto valor agregado.

## Divisões do setor terciário
A Classificação Nacional de Atividades Econômicas (CNAE), vinculada a Comissão Nacional de Classificação (CONCLA), utiliza a metodologia de classificação do setor de serviços definida pela Standard Industrial Classification, classificação esta formulada por especialistas reunidos pela Organização das Nações Unidas (ONU).
Dentre as 59 divisões de atividade econômica do setor de serviços da CNAE, 26 divisões caracterizam o setor de serviços, sendo elas:
- Comércio e reparação de veículos automotores e motocicletas;
- Comércio a varejo de combustíveis;
- Comércio por atacado e representantes comerciais e agentes do comércio;
- Comércio varejista e reparação de objetos pessoais e domésticos;
- Desenvolvimento de softwares;
- Alojamento e alimentação;
- Transporte terrestre;
- Transporte aquaviário;
- Transporte aéreo;
- Atividades anexas de transporte e agências de viagem;
- Correio e telecomunicações;
- Intermediação financeira;
- Seguros e previdência complementar;
- Atividades auxiliares da intermediação financeira, seguros e previdência complementar;
- Atividades imobiliárias;
- Aluguel de veículos, máquinas e equipamentos sem condutores ou operadores;
- Atividades de informática e serviços relacionados;
- Pesquisa e desenvolvimento;
- Serviços prestados principalmente às empresas;
- Administração pública, defesa e seguridade social;
- Educação;
- Saúde e serviços sociais;
- Limpeza urbana e esgoto e atividades relacionadas;
- Atividades associativas;
- Atividades recreativas, culturais e desportivas;
- Serviços pessoais;
- Serviços domésticos e organismos internacionais.[3]

O IBGE calcula o PIB dos municípios brasileiros a partir de três setores da atividade econômica (agropecuária, indústria e serviços) e estabelece que o setor de serviços é formado pelos seguintes subsetores:
- Comércio
- Alojamento e alimentação
- Transportes
- Comunicações
- Serviços financeiros
- Atividades imobiliárias e serviços prestados às empresas
- Administração pública
- Demais serviços

## Estatísticas
O setor de serviços é uma parte importante da economia brasileira. Pela ótica da oferta, o setor de serviços responde por 72,8% do Produto Interno Bruto (PIB) brasileiro. Fazem parte desse ramo o comércio, o turismo, os serviços financeiros, jurídicos, de informática, comunicação, arquitetura, engenharia, auditoria, consultoria, propaganda e publicidade, seguro, corretagem, transporte e armazenagem, além das atividades públicas e privadas de defesa, segurança, saúde e educação, entre outros. De acordo com o Instituto Brasileiro de Geografia e Estatística (IBGE), o setor de serviços cresceu 10,9% em 2021, após uma queda de 7,8% em 2020.
Hoje, quatro em cada cinco trabalhadores americanos do setor privado estão empregados na economia de serviços, fazendo tudo, desde prestar cuidados em hospitais e casas de repouso até fazer e servir comida para garantir que os produtos cheguem das portas às prateleiras das lojas e às mãos dos consumidores. Isso confirma a importância crescente das atividades de serviço no processo de geração e distribuição de renda nos EUA.
Texto atualizado: A evolução do PIB brasileiro tem sido influenciada significativamente pelo setor terciário. De acordo com o IBGE (Instituto Brasileiro de Geografia e Estatística), o setor de serviços cresceu 10,9% em 2021. Pela ótica da oferta, o setor de serviços responde por 72,8% do PIB brasileiro. Ele engloba uma grande variedade de negócios, incluindo comércio, turismo, serviços financeiros, jurídicos e de informática.